# انجمن سلطنتی شیمی

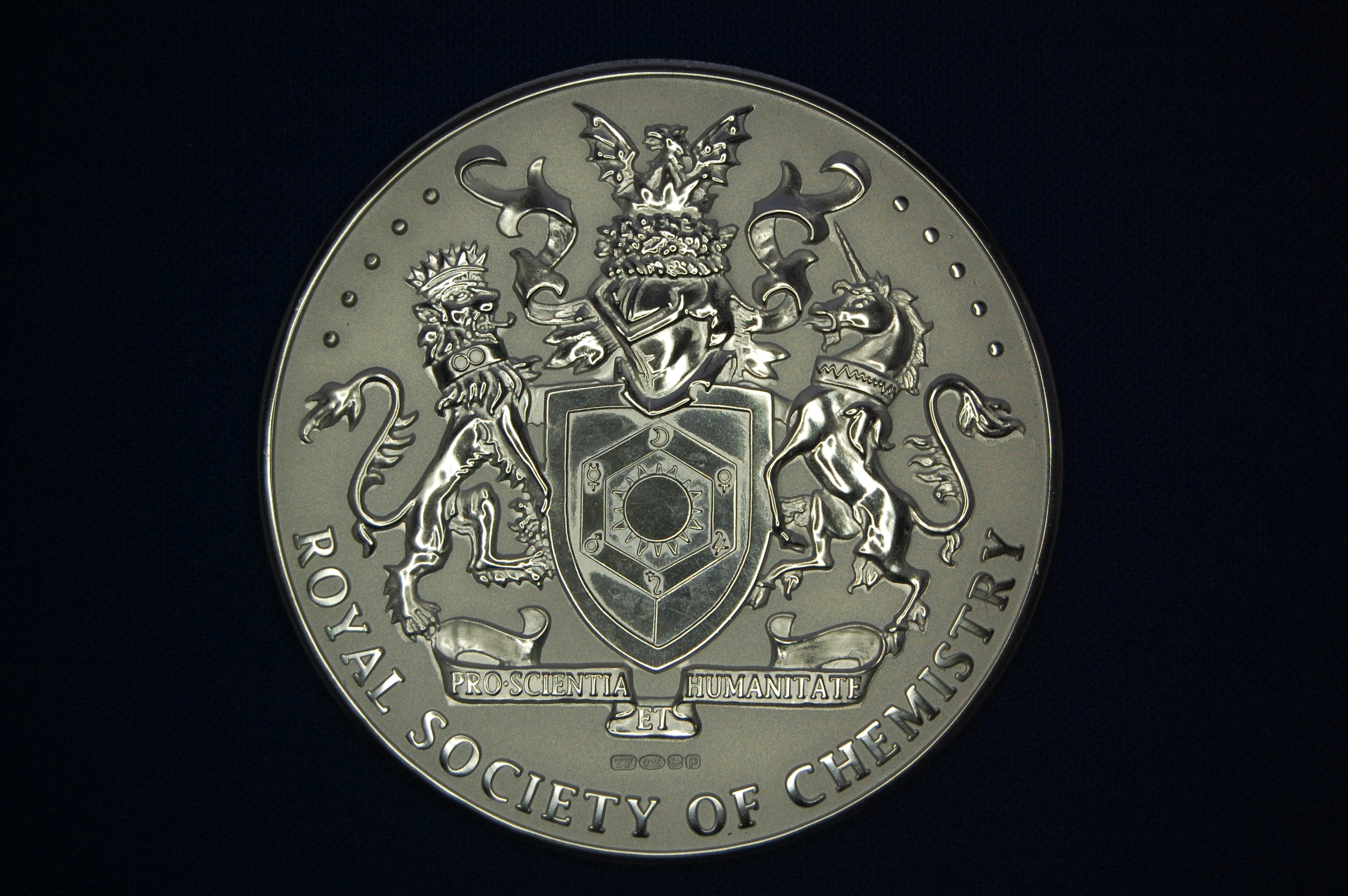

انجمن سلطنتی شیمی(به انگلیسی: Royal Society of Chemistry) انجمنی علمی-تخصصی در زمینه شیمی است. این انجمن بریتانیایی در سال ۱۹۸۰ از ادغام انجمن شیمی، مؤسسه سلطنتی شیمی، انجمن فارادی و انجمن شیمی تجزیه تشکیل شد. این انجمن بیش از ۳۴٬۰۰۰ عضو در بریتانیا و ۸٬۰۰۰ عضو در خارج از این کشور دارد.